# Sorel-Tracy
Sorel-Tracy es una ciudad de la provincia de Quebec en Canadá. Está ubicada en el municipio regional de condado de Pierre-De Saurel, en la región de Montérégie-Est. Tiene una población estimada, a mediados de 2020, de 35.160 habitantes.

## Geografía

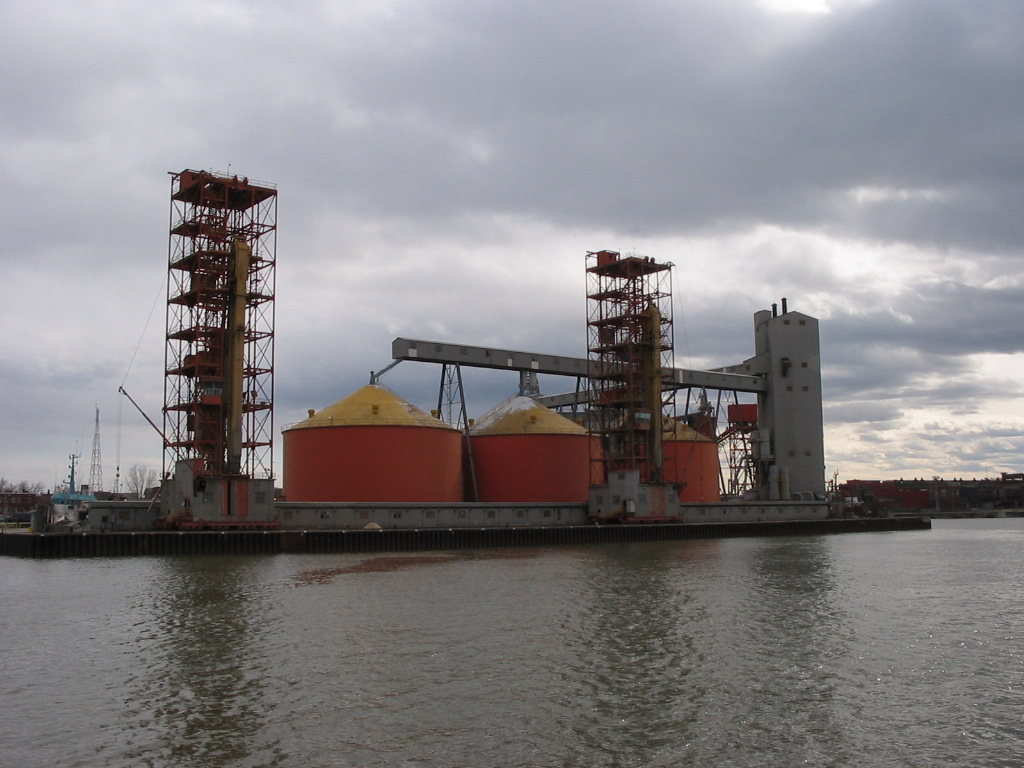
Puerto de Sorel.

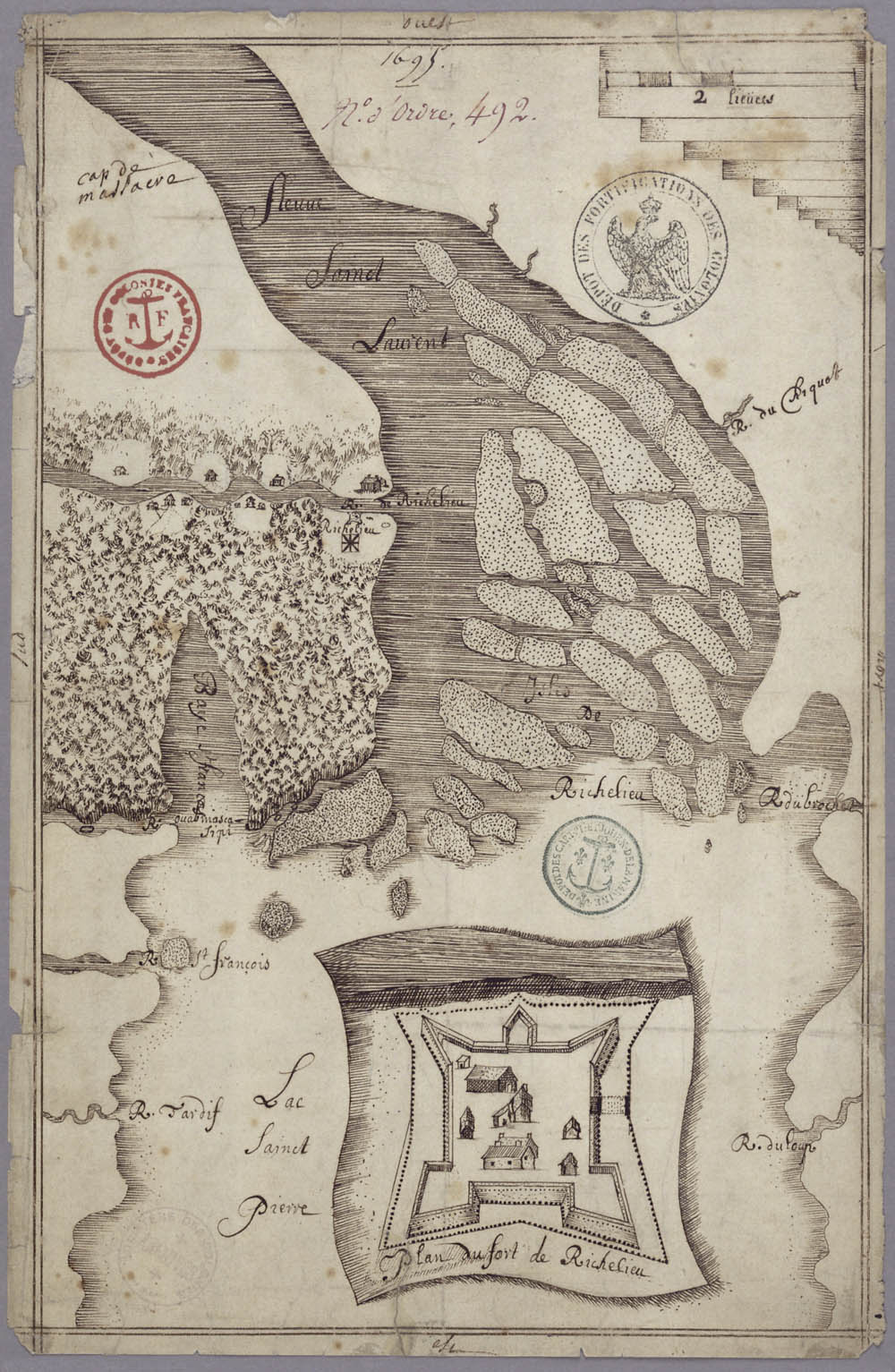
Fuerte Richelieu (1695).

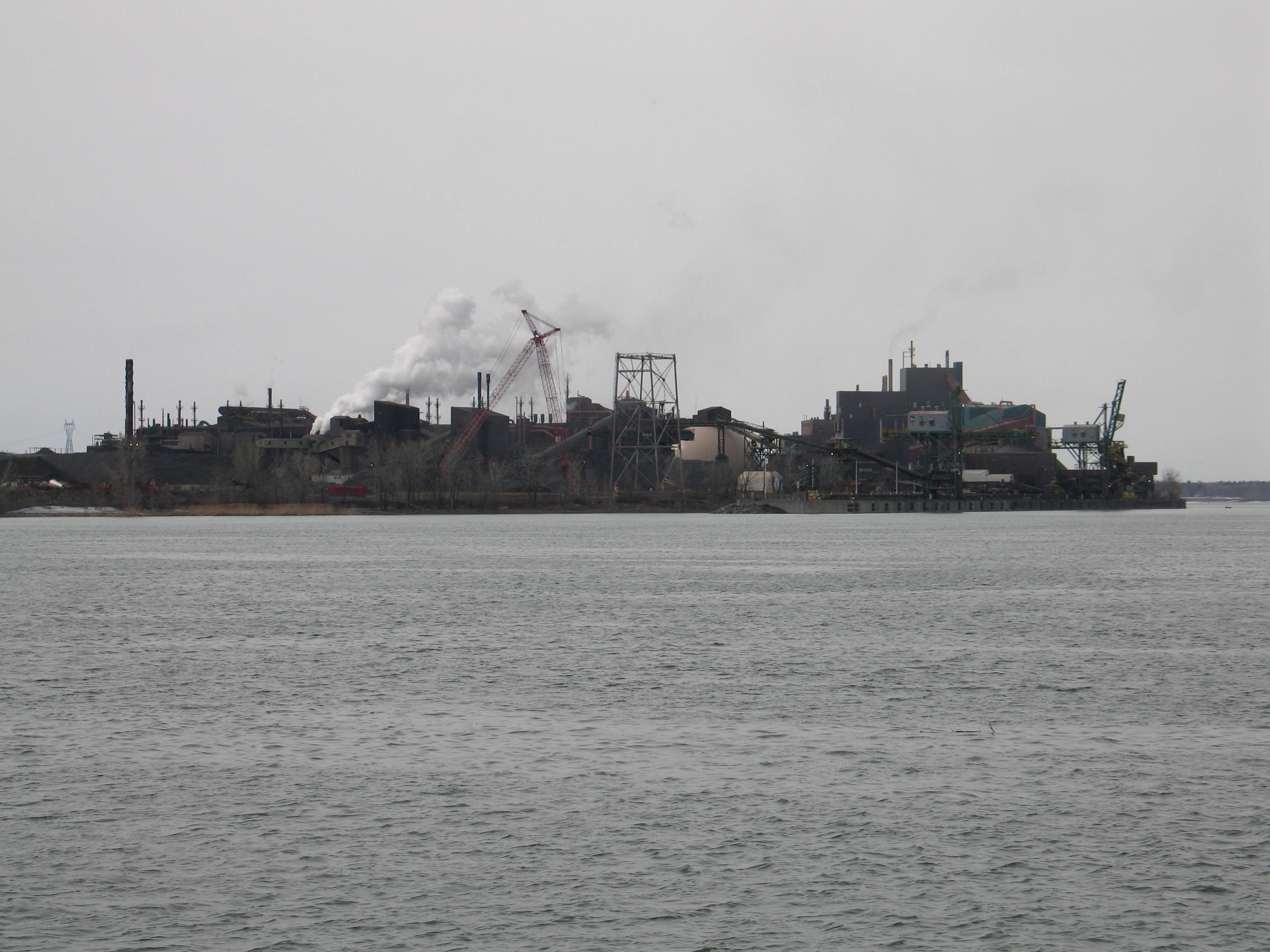
Planta de Río Tinto QIT en Sorel-Tracy.

Sorel-Tracy está ubicada en las coordenadas 46°03′00″N 73°07′00″O / 46.05000, -73.11667. Según Statistique Canada, tiene una superficie de 57.46 km² y es una de las 1135 municipalidades en las que está dividido administrativamente el territorio de la provincia de Quebec.

## Política
Hace parte de las circunscripciones electorales de Richelieu a nivel provincial y de Richelieu a nivel federal.

## Demografía
Según el censo de Canadá de 2016, había 34 755 personas residiendo en esta ciudad con una densidad de población de 604,9 hab./km². Los datos del censo mostraron que de las 34 600 personas censadas en 2011, en 2016 hubo un aumento poblacional de 155 habitantes (0.4%). El número total de inmuebles particulares resultó de 17 368. El número total de viviendas particulares que se encontraban ocupadas por residentes habituales fue de 16 525.